# الحصن (الشعر)

تعديل مصدري - تعديل

الحصن هي إحدى قرى عزلة العبس بمديرية الشعر التابعة لمحافظة إب، بلغ تعداد سكانها 53 نسمة حسب تعداد اليمن لعام 2004.